# 于飞 (主持人)
于飞（1983年3月1日—），山西太原人，是中華人民共和國電視主播。2008年获得山西广播影视奖电视主持类一等奖。2009年获得云南省广播电视奖主持类一等奖。

## 生平
于飛身高1米88，大学就读于首都体育学院攻读篮球项目运动训练专业。2006年毕业之后进入山西广播电视台新闻中心工作，任职山西卫视新闻主持人；2009年，进入云南电视台新闻中心，主持云南卫视《新视野》、《自然密码》、《经典人文地理》三档节目，2011年6月，来到上海广播电视台电视新闻中心，主持东方卫视新闻栏目《东方夜新闻》、《子午线》、《東方新聞》、《双城记》等節目。
2015年，成為上海市静安、闸北青联委员，闸北区政协特聘委员。

## 外部連結
- 于飞的新浪微博